# Бейра-Мар
«Бейра-Мар» (порт. SC Beira-Mar) — португальский футбольный клуб из города Авейру в одноимённом округе в центральной Португалии. Клуб основан в 1922 году, домашние матчи проводит на стадионе «Эстадиу Мариу Дуарте», вмещающем 12 000 зрителей. Лучшим результатом является 6-е место в сезоне 1990/91.
Наиболее известные игроки клуба: Эйсебио и Антониу Соуза — игроки сборной Португалии по футболу и Марио Жардел.

## История
Спортивный клуб «Бейра-Мар» был основан 1 января 1922 года в городе Авейру. Кроме футбола, клуб также известен в других видах спорта, таких как мини-футбол, баскетбол и бокс. Футбол является развивающимся видом в спортивном клубе, а «Бейра-Мар» постоянно находится в высших дивизионах чемпионата Португалии. Лучшего результата в Португальской лиге клуб достиг в сезоне 1990—1991. Но главным достижением клуба является победа в кубке Португалии в 1999 году под руководством главного тренера и бывшего игрока клуба — Антониу Соузы. Также «Бейра-Мар» участвовала в финале национального кубка в 1991 году, но проиграла в дополнительное время «Порту». Также «Бейра-Мар» трижды выигрывала второй дивизион: в 1961, 1965, 1971 годах, а также дважды лигу Онра в сезонах 2005/6 и 2009/10. В сезоне 1999/2000 клуб участвовал в кубке УЕФА, но выбыл после первого раунда, уступив по сумме двух матчей нидерландскому «Витессу».
В 1976 году в клуб пришёл Эйсебио — легенда «Бенфики» и португальского футбола. Болельщики «Бейра-Мар» очень скептически отнеслись к футболисту, блиставшему 10 лет назад. Эйсебио сыграл за клуб 12 матчей и забил 3 гола.
Домашние матчи клуб проводит на стадионе «Муниципал де Авейру», построенному к чемпионату Европы в 2003 году. Стадион спроектирован по проекту португальского архитектора Томаса Тавейры и вмещает 30 498 зрителей. Болельщики клуба называют стадион «Цирком» за дизайн и яркие цвета. Вопрос, кому на самом деле принадлежит стадион, клубу или муниципалитет города Авейру, вызвал много напряженность в отношениях между двумя структурами, ставя под угрозу финансирование клуба.
В июле 2006 года в клуб пришёл Марио Жардел — двукратный обладатель «Золотой бутсы», футбольной награды вручаемой лучшему бомбардиру национальных чемпионатов стран, входящих в УЕФА. В первом круге чемпионата 2006—2007 он провёл 12 матчей и забил 3 мяча, избавился от лишнего веса и начал набирать спортивную форму. Но по наступлении 2007 года Жардел покинул клуб и перешёл в кипрский «Анортосис».
В 2015 году клуб из-за финансовых проблем команда была отправлена выступать в лигу округа Авейру (пятый дивизион чемпионата Португалии), хотя предыдущий сезон завершила на 10-м месте в Сегунде.
Ультрас «Бейра-Мар» называют себя Ultras Auri-Negros (Желто-Черные).

## История выступлений
| Сезон   | Дивизион | Место | Кубок |
| ------- | -------- | ----- | ----- |
| 1959/60 |          |       |       |
| 1960/61 | 2ª       |       |       |
| 1961/62 | 1ª       | 11-е  |       |
| 1962/63 | 2ª       |       |       |
| 1963/64 |          |       |       |
| 1964/65 | 2ª       |       |       |
| 1965/66 | 1ª       | 11-е  |       |
| 1966/67 | 1ª       | 14-е  |       |
| 1967/68 | 2ª       |       |       |
| 1968/69 |          |       |       |
| 1969/70 |          |       |       |
| 1970/71 | 2ª       |       |       |
| 1971/72 | 1ª       | 13-е  |       |
| 1972/73 | 1ª       | 12-е  |       |
| 1973/74 | 1ª       | 13-е  |       |
| 1974/75 | 2ª       |       |       |
| 1975/76 | 1ª       | 13-е  |       |
| 1976/77 | 1ª       | 13-е  |       |
| 1977/78 | 2ª       |       |       |
| 1978/79 | 1ª       | 12-е  |       |
| 1979/80 | 1ª       | 15-е  |       |
| 1980/81 | 2ª       |       |       |
| 1981/82 |          |       |       |
| 1982/83 |          |       |       |
| 1983/84 |          |       |       |
| 1984/85 |          |       |       |
| 1985/86 |          |       |       |
| 1986/87 |          |       |       |
| 1987/88 | 2ª       |       |       |
| 1988/89 | 1ª       | 15-е  |       |
| 1989/90 | 1ª       | 11-е  |       |
| 1990/91 | 1ª       | 6-е   |       |
| 1991/92 | 1ª       | 8-е   |       |
| 1992/93 | 1ª       | 8-е   |       |
| 1993/94 | 1ª       | 14-е  |       |
| 1994/95 | 1ª       | 17-е  |       |
| 1995/96 | 2ª       | 10-е  |       |
| 1996/97 | 2ª       | 10-е  |       |
| 1997/98 | 2ª       | 2-е   |       |
| 1998/99 | 1ª       | 16-е  |       |
| 1999/00 | 2ª       | 2-е   |       |
| 2000/01 | 1ª       | 8-е   |       |
| 2001/02 | 1ª       | 11-е  |       |
| 2002/03 | 1ª       | 13-е  |       |
| 2003/04 | 1ª       | 11-е  |       |
| 2004/05 | 1ª       | 18-е  |       |
| 2005/06 | 2ª       | 1-е   |       |
| 2006/07 | 1ª       | 15-е  |       |
| 2007/08 | 2ª       | 6-е   |       |
| 2008/09 | 2ª       | 12-е  |       |
| 2009/10 | 2ª       | 1-е   |       |
| 2010/11 | 1ª       | 13-е  |       |
| 2011/12 | 1ª       | 12-е  |       |
| 2012/13 | 1ª       | 16-е  |       |

## Выступление в еврокубках
| Сезон   | Турнир     | Раунд |                  | Клуб   | Счёт     |
| ------- | ---------- | ----- | ---------------- | ------ | -------- |
| 1999/00 | Кубок УЕФА | 1Р    | Флаг Нидерландов | Витесс | 1:2, 0:0 |

- 1Р — первый раунд

## Тренерский штаб команды
- Жозе Алешандре — главный тренер
- Валтер Насименту — скаут
- Жуан Мартинш — физиотерапевт
- Ким — спортивный директор

## Достижения
- Кубок Португалии
  - Победитель: 1998/99
  - Финалист: 1990/91
- Сегунда лига
  - Победитель (2): 2005/06, 2009/10
- Сегунда дивизиу
  - Победитель (3): 1960/61, 1964/65, 1970/71
- Терсейра дивизиу
  - Победитель: 1958/59

| Почётный член ордена Заслуг |